# Fred Harms
Fred Harms (* 27. Mai 1965 in Wilhelmshaven) ist ein deutscher Versorgungsforscher und Unternehmer in der Gesundheitsbranche.

## Karriere
Fred Harms studierte von 1986 bis 1996 an der Universität Witten/Herdecke, der Universität Münster, dem Anderson Cancer Center in Texas und der University of Bangkok Biochemie und Medizin mit dem Abschluss eines Ph.D.s in der Tumorimmunologie und Onkologie. Von 1997 bis 1999 war er Dozent für Innovation Management in Life Sciences an der Technischen Universität Darmstadt. Danach nahm er für vier Jahre eine Stelle als Dozent für Health Care Management an der Technischen Universität Berlin an, woraufhin er von 2005 bis 2007 Health Care Business Management an der Universität Hamburg lehrte. Von 2008 bis 2009 war er als wissenschaftlicher Leiter für Pharmaceutical Business Management am Zentrum für Gesundheitsmanagement der Universität Krems tätig, wo er im Jahr 2011 die Position des Chairmans innehatte.
Anschließend arbeitete er als Professor für Healthcare Management am Mayes College of Healthcare Business and Policy der University of Philadelphia. Von 2013 bis 2024 leitete er zusammen mit Dorothee Gänshirt an der Sigmund Freud Privatuniversität Wien das Institut für Gesundheitskommunikation und Prävention. Das Institut erforschte in Kooperation mit zahlreichen europäischen Institutionen an Strategien zur Prävention, zum Compliance- und Diseasemanagement chronischer Erkrankungen, sowie an der Bewertung potenzieller Benefits medizinischer Innovationen für die Patientenversorgung.
Im Jahr 2019 wurde Fred Harms nach der Ausbildung durch das Institut für psychoonkologische Fortbildung Köln in Zusammenarbeit mit der Deutschen Krebsgesellschaft als Psycho-Onkologe akkreditiert. Zudem erhielt er im Jahre 2022 eine Einladung als Gastprofessor an der Dresden International University im Zentrum für Präventive und Funktionelle Medizin mit dem Schwerpunkt Biochemie der Entzündung.
Neben seiner Tätigkeit an der Universität war er in der Zeit von 1996 bis 2002 Direktor der Onkologie und Globaler Projektmanager bei der Merck KGaA in Darmstadt bzw. Imclone NY, USA. Er war verantwortlich für die Entwicklung von Erbitux, einem chimären monoklonalen Antikörper zur Therapie bei Darmkrebs. Von 2002 bis 2003 war er Vizepräsident der OncoScore (Novartis-Venture) und Konsiliarius der Tumorbank der Universitätsklinik Basel. Dort war er zudem Mitglied der Geschäftsleitung des Health Care Competence Centers (HC3). Im Jahre 2016 gründet Fred Harms zusammen mit Dorothee Gänshirt und Benedict Ahlert die BENEGANIC AG in Zürich, in deren Vorstand er seit 2020 tätig ist.
Im Jahre 2020 wurde die BENEGANIC AG unter der wissenschaftlichen Leitung von Dorothee Gänshirt und Fred Harms für die Forschung und Entwicklung von Nutraceuticals der Innovations-Award 2020/2021 als Top Innovator und Award Winner – Future Made in Switzerland – verliehen. Mit zwei weiteren Auszeichnungen wurde die BENEGANIC AG im Jahre 2022 durch das SIQT (Schweizerische Institut für Qualitätstests) als Branchenchampion für Kundenzufriedenheit und für Kundenservice im Bereich Nahrungsergänzungsmittel geehrt. Des Weiteren wurde im Jahr 2022 die gemeinsame Forschungsarbeit zwischen Karl Lingenfelder und der Beneganic AG zum Thema „Cancer-Related-Fatigue (CRF) beim Mammakarzinom mittels eines organisch-bioaktiven Multi-Vitamin-und Mineralstoff-Komplexes (IMMUNE & ANTIOX)“ mit dem Research Award der Internationalen Gesellschaft für angewandte Präventionsmedizin und dem Certificate for Outstanding Academic Performance in Warschau ausgezeichnet. Im Jahre 2024 wurden der Beneganic AG drei weiteren Ehrungen durch das SIQT als Brand of the Year 2024/2025 als bestes Nahrungsergänzungsmittel im Hinblick auf die Produktqualität, dem Preis-Leistungs-Verhältnis und einer hervorragenden Kundenzufriedenheit verliehen Zu Beginn des Jahres 2025 wurden Dorothee Gänshirt und Fred Harms durch das Deutsche Innovationsinstitut für Nachhaltigkeit und Digitalisierung (DIIND) für die Entwicklung innovativer Konzepte im Bereich der Haargesundheit mit der Auszeichnung Unternehmer der Zukunft geehrt.

## Internationale Mitgliedschaften
- seit 1994 New York Academy of Sciences
- seit 1995 American Association for the Advancement of Science
- 2001–2005 Mitglied des High-Technology Post-Graduate-Programs in Europe (EXIST)
- seit 2003 American Society for Marketing and Management Advances
- 2006–2020 Mitglied des Vorstands der International Prevention Organisation (IPO Brüssel)
- 2012–2014 Mitglied des wissenschaftlichen Beirats der Roche AG (Bereich Diabetologie)

## Ehrungen und Auszeichnungen
- 1997–1991: Stipendiat des Programms für High Potentials in Life Sciences der Hoechst AG Frankfurt.
- 1992–1994: Stipendiat des Studienfonds der Chemischen Industrie der Henkel AG Düsseldorf.
- 2005–2006: Forschungsstipendiat der Merck, Sharp & Dohme Foundation, Whitehouse Station, NJ.
- 2016 und 2020 (zusammen mit Dorothee Gänshirt): Certificate of Honour von der International Prevention Organisation in Brüssel für außergewöhnliche wissenschaftliche Leistungen in der Prävention von Gefäßerkrankungen
- 2021 (zusammen mit Dorothee Gänshirt):  Ernennung zum Top-Innovator – Made in Switzerland
- 2024 (zusammen mit Dorothee Gänshirt): Auszeichnung für die Produktentwicklung als bestes Nahrungsergänzungsmittel – Top-Brand of the Year 2024/2025 – Made in Switzerland
- 2025: Deutsche Innovationsinstitut für Nachhaltigkeit und Digitalisierung (DIIND)- Auszeichnung Unternehmer der Zukunft

## Schriften (Auswahl)
- Mit Dorothee Gänshirt: Gesundheitsmarketing: Patienten-Empowerment als Kernkompetenz. (Forum Marketing und Management. 6.) de Gruyter Oldenbourg, Berlin, 2005, ISBN 3-82820317-5
- Mit Dorothee Gänshirt: Pharma-Marketing: Gesundheitsökonomische Aspekte einer innovativen Industrie am Beispiel von Deutschland, Österreich und der Schweiz. (Forum Marketing und Management. 4) 2. Auflage, De Gruyter Oldenbourg, Berlin 2008, ISBN 3-82820429-5